# Dumbrăveni (gmina w okręgu Vrancea)
Dumbrăveni – gmina w Rumunii, w okręgu Vrancea. Obejmuje miejscowości Alexandru Vlahuță, Cândești, Dragosloveni i Dumbrăveni. W 2011 roku liczyła 4281 mieszkańców.